# Tjelvar

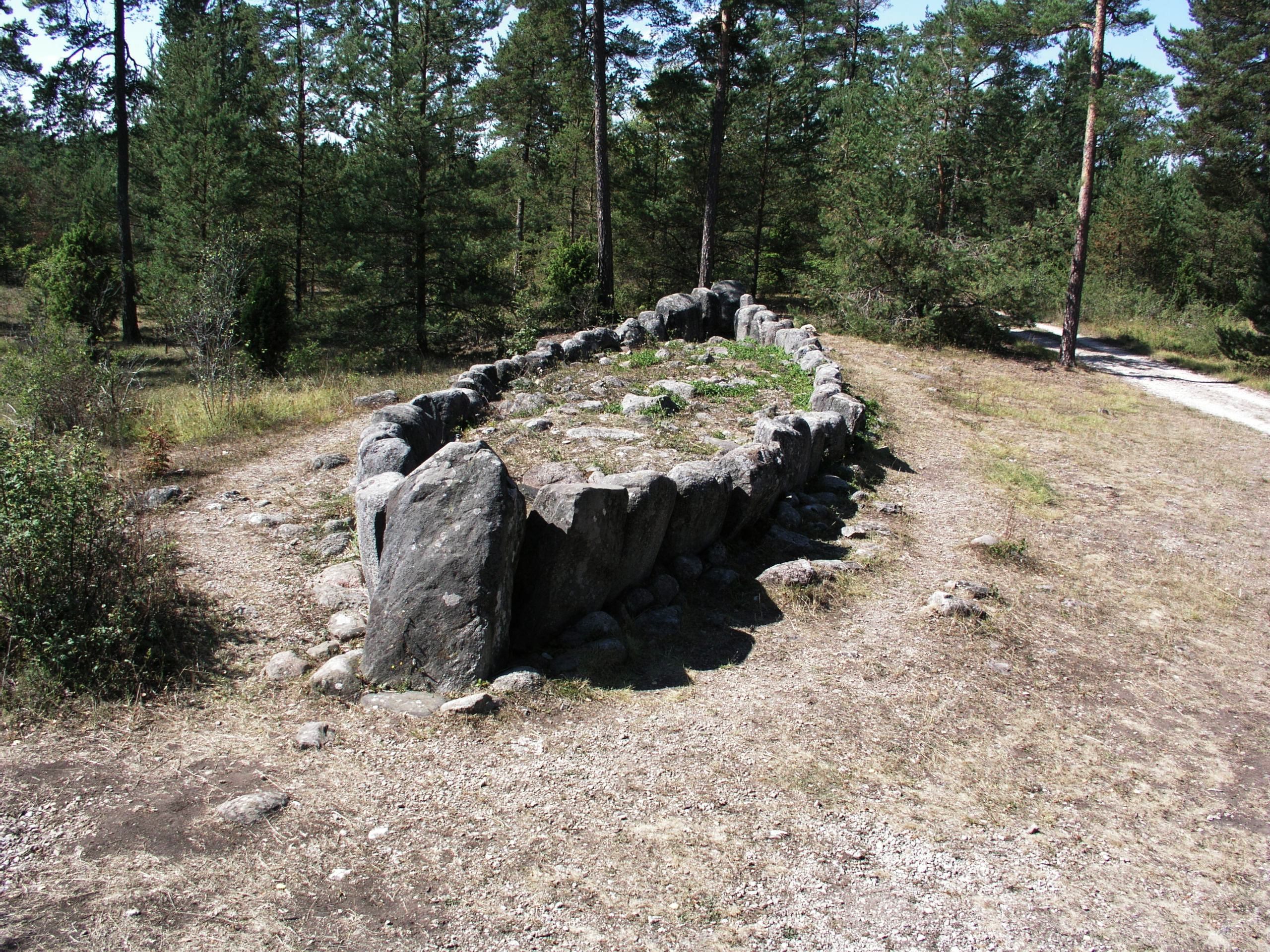
Tjelvars grav är en stor skeppssättning på Gotland.

Tjelvar är en gestalt i Gutasagan, där han meddelas vara den förste som gör upp eld på ön, som dessförinnan sjönk i havet om dagen och steg upp om natten, men som nu stannade uppe. Tjelvars son Havde (Hafþi) och hans hustru Vitastjerna (Huítastierna) blev gutarnas förfäder. Enligt sägnen skall han vara begraven i Tjelvars grav på Gotland.
Det har antagits att Tjelvar skulle vara identisk med Tjalve, och såsom tjänare till åskguden Tor, vara förknippad med eld.
Den 31 december 2007 hette 64 personer Tjelvar.